# Chotěnov (Mariánské Lázně)
Chotěnov (německy Kuttnau) je vesnice, součást města Mariánské Lázně v okrese Cheb. Společně se vsí Skláře tvoří evidenční část Chotěnov-Skláře, ležící v katastrálním území Chotěnov u Mariánských Lázní.

## Historie
Historie vesnice úzce souvisí s klášterem v Teplé. Již při tradovaném založení konventu v roce 1193 měl být Chotěnov hraniční vsí klášterního majetku. První písemná zmínka o vesnici pochází z roku 1273. Roku 1818 byla v chotěnovském katastru založena továrna na hliněné džbánky, kolem níž následně vznikla osada Skláře, patřící k Chotěnovu.
Po zrušení patrimoniální správy v roce 1848 byl Chotěnov součástí Pístova. V 90. letech 19. století se stal samostatnou obcí a v 50. letech 20. století byl název obce rozšířen na Chotěnov-Skláře. Od 1. ledna 1970 se Chotěnov-Skláře stal součástí Mariánských Lázní.

## Obyvatelstvo
| 1869   | 1880 | 1890 | 1900 | 1910 | 1921   | 1930 | 1950  | 1961   | 1970   | 1980 | 1991 | 2001 | 2011 |
| ------ | ---- | ---- | ---- | ---- | ------ | ---- | ----- | ------ | ------ | ---- | ---- | ---- | ---- |
| 126[a] | 99   | 107  | 96   | 94   | 198[a] | 90   | 83[a] | 112[a] | 121[a] | 18   | 21   | 19   | 18   |

a Počet obyvatel v letech 1869, 1921, 1950, 1961 a 1970 zahrnuje Chotěnov i Skláře.

## Pamětihodnosti
- Usedlost čp. 12

## Galerie

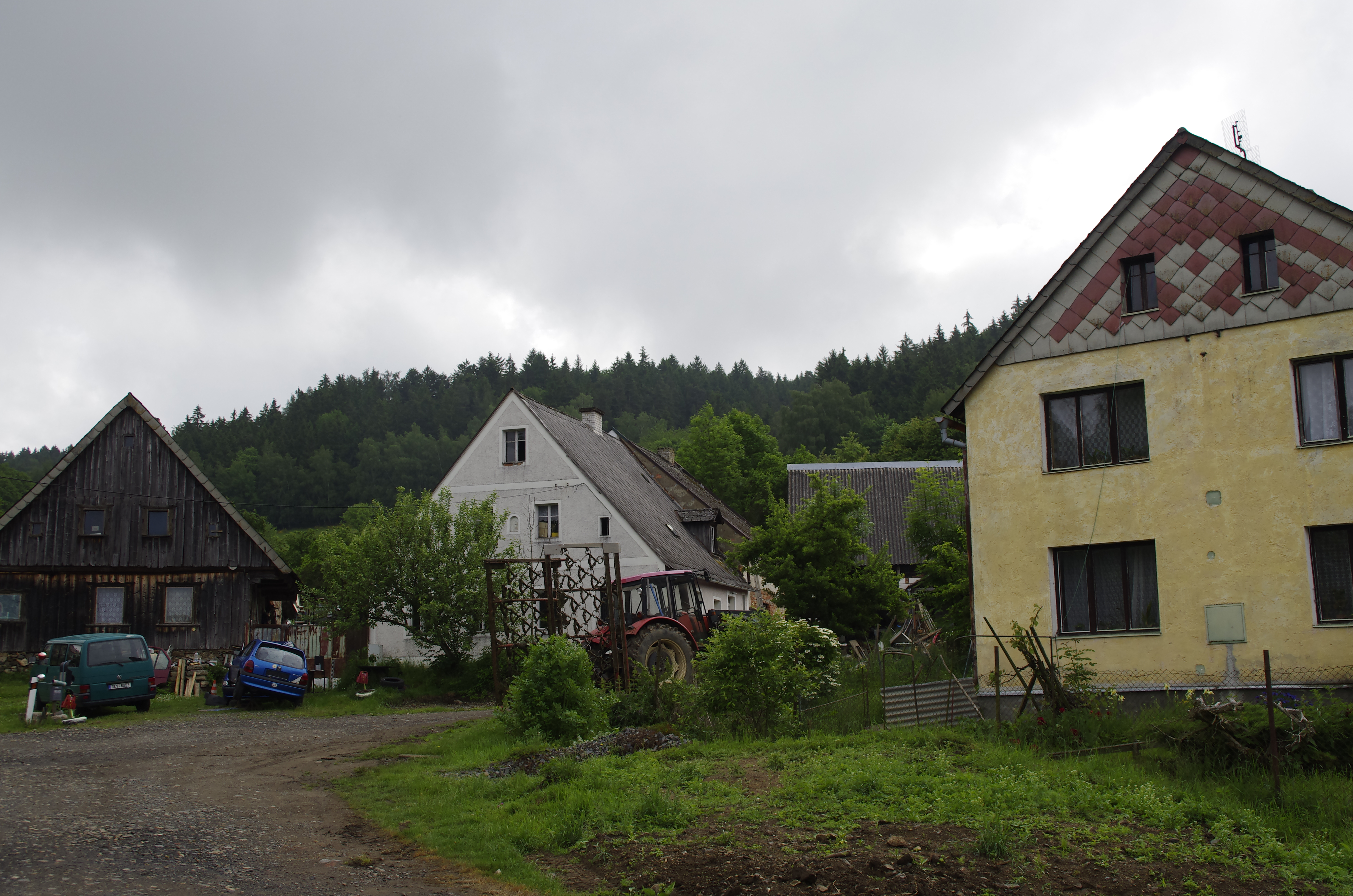
Zástavba v Chotěnově
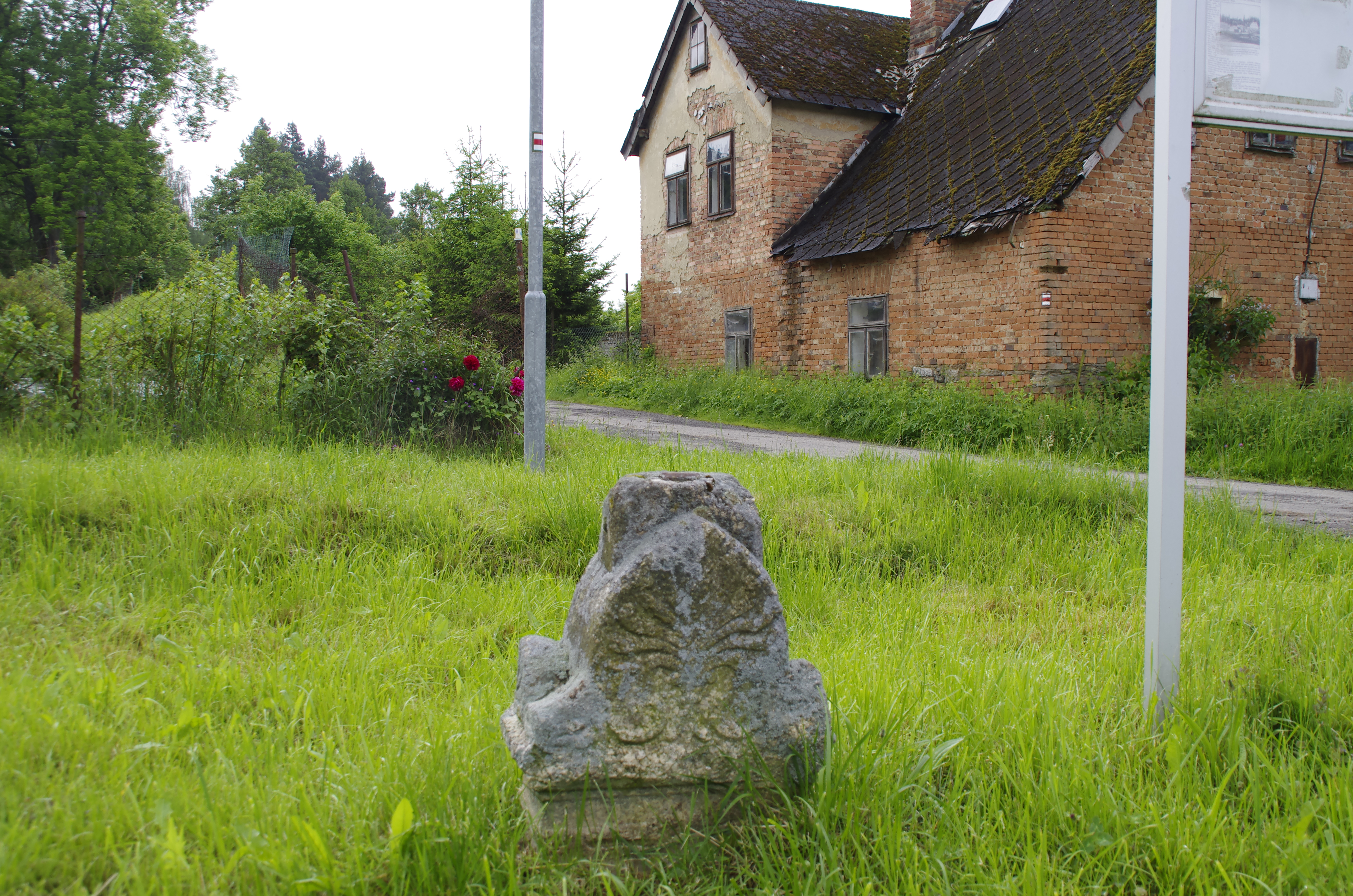
Kamenný reliéf
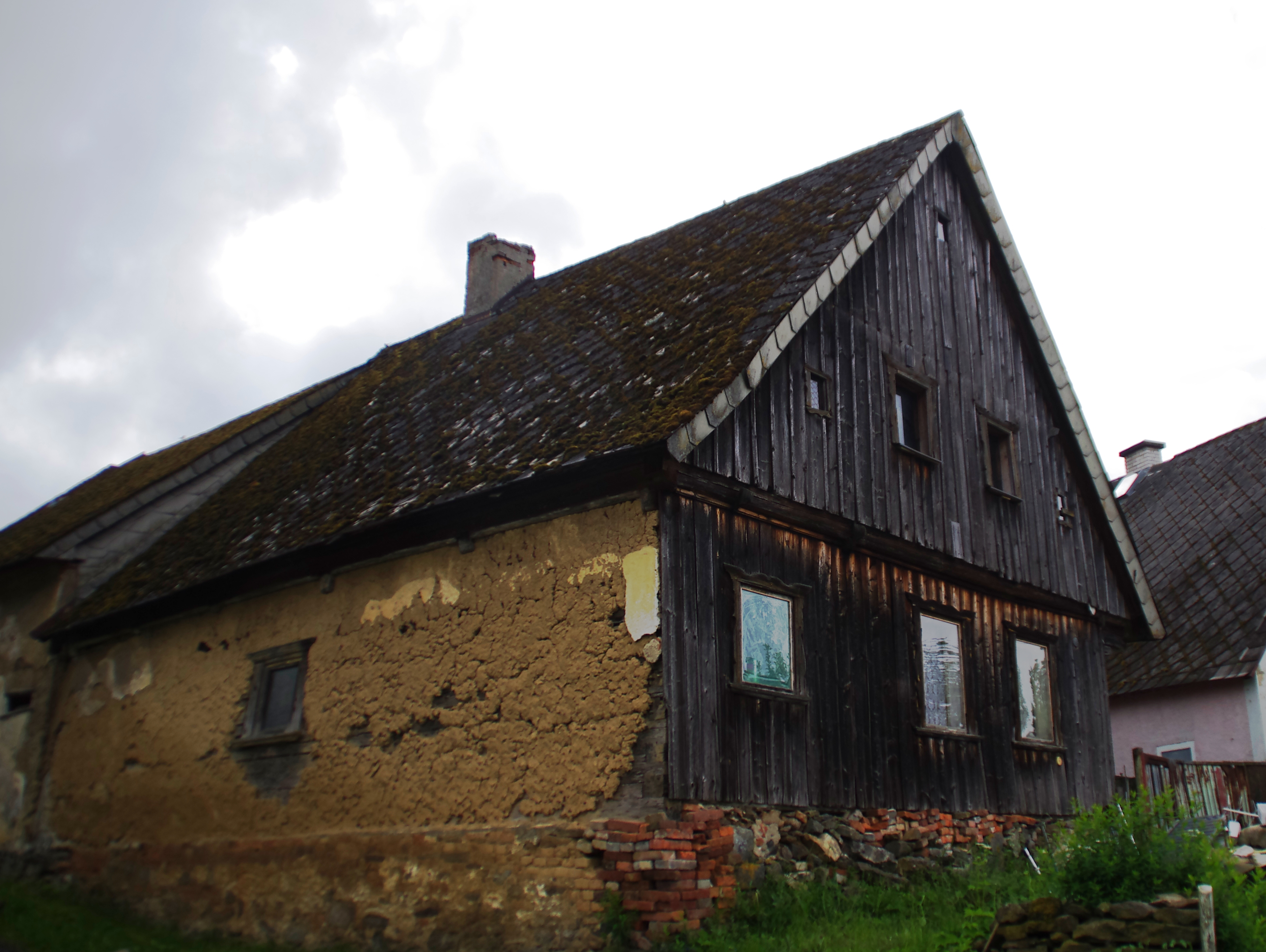
Dům čp. 12